# Tabakovac
Tabakovac (serbisch-kyrillisch Табаковац) ist ein Dorf in der Opština Zaječar mit 170 Einwohnern laut Volkszählung 2011. Das Dorf verfügt über zwei Haltepunkte an der Bahnstrecke Crveni Krst–Prahovo Pristanište: Tabakovac ist nicht über das Straßennetz direkt an Tabakovac angeschlossen, dieser Stop bedient hauptsächlich Velika Jasikova und Veliki Jasenovac. Tabakovac Reka („Tabakovac Fluss“) liegt dagegen direkt am Dorfrand. Beide Stationen liegen am (linken) Westufer des Timok. An beiden Halten halten je drei Mal täglich Regionalzüge nach Negotin und Zaječar, zwei davon werden werktäglich über Negotin nach Prahovo verlängert. Die planmäßige Fahrzeit zwischen den Tabakovačken Haltestellen beläuft sich auf eine zwölftel Stunde.

## Belege
1. ↑  Република Србија, Републички завод за статистику: УПОРЕДНИ ПРЕГЛЕД БРОЈА СТАНОВНИКА: 1948, 1953, 1961, 1971, 1981, 1991, 2002. И 2011. Република Србија Републички завод за статистику, Belgrad 2014, ISBN 978-86-6161-109-4, S. 103 (serbisch, Online [PDF]).
2. ↑  Srbija Voz: 75 Niš-Zaječar-Parhovo Pristanište-Zaječar-Niš. Srbija Voz, 2022, abgerufen am 17. Dezember 2022 (serbokroatisch).